# فرانکو مانینو
فرانکو مانینو (انگلیسی: Franco Mannino) آهنگساز، نوازنده پیانو، نمایشنامه‌نویس و رمان‌نویس اهل ایتالیا بود.
او با کارگردان شهیر ایتالیایی لوکینو ویسکونتی در ساختِ موسیقی برای برخی فیلم‌هایش، همکاری داشت.
از فیلم‌ها یا مجموعه‌های تلویزیونی که وی در آن‌ها نقش داشته‌است، می‌توان به تابلوی خانواده در صحنه‌ای از زندگی روزانه، شبح، شیطان را بران، فردا هم روز خداست و صندلی راننده اشاره نمود.